# 오바 마히토
오오바 마히토（大場 真人 おおば まひと、1961년 3월 4일 - ）는 일본의 남성 성우 내레이터이다. 아오니 프로덕션 소속. 홋카이도 출신.

## 출연작품

### TV애니메이션
1989년
- 가리아게군 (의사)

1993년
- 푸른 전설의 슛(아나운서)
- SLAM DUNK(유도부원)

1994년
- 진권전설 타이트로드(클라우스 타카츠)
- 마멀레이드 보이(타케무라 프로듀서)

1995년
- 애니메 세계 명작동화(아빠)핸젤과 그레텔
- 공상과학세계 걸리버 보이(나레이션)
- H2(아나운서)

1997년
- 게게게의 키타로 제4작(코바야시)
- 중화일번!(준신, 잡수단 단장)
- 초마신영웅전 와타루(호시오)

1998년
- 김전일 소년 사건부(하야미 유이치로, 소가 유타카)
- 브레인 파워드(소방대원)
- 유희왕(무당거미의 지로우)
- 로도스도 전기 -영웅기사전-（홉, 나레이션)

1999년
- ONE PIECE (1999년 -, 내레이션, 네스, 스모커, 왈사기, 파가야, 빅팬, 안경학자 <로슈>, 바스카빌 <왼쪽> , 로슈, 가일, 류도, 야마카지, 매니저 <상클린> 외) - 스모커 역은 2대) 1시리즈

2000년
- 승부사 전설 테츠야(남1)

2002년
- Witch Hunter ROBIN(쿠로자와 아키오)
- 근육맨II세(2002년 - 2006년, 나레이션, 길거리 아나운서, 제로니모, 고저스맨, 가나디안 보이 외)

2006년
- 금색의 코르다〜primo passo〜 (바이올린 연주자)

2007년
- 나왔다! 파워파프걸Z(마스크·드·멕시코)
- ONE PIECE(카일)

2008년
- 게게게의 키타로(제5작)(居酒屋おやじ、泥田坊)
- 파꽃의 아사타로(나가키치)
- 묘지의 키타로(대지의 식물)

2009년
- ONE PIECE(류드)

2010년
- 괴담 레스토랑(민박의 주인)

2012년
- 킹덤 1기(나레이션)

2013년
- 킹덤 2기(나레이션)

2014년
- 디스크 워즈: 어벤저스 (블랙 팬서)

2017년
- 마블 퓨처 어벤져스 (블랙 팬서)

2018년
- 은하영웅전설 Die Neue These 해후 (에르네스토 맥클린거)

### 극장판 애니메이션
1993년
- 극장판 미소녀 전사 세일러문R (뉴스 진행자)

1995년
- MEMORIES 그녀의 생각으로 (목소리)

1996년
- 소년탐정 김전일 오페라극장 새로운 살인(마쿠베 세이지)

2000년
- ONE PIECE(나레이션)

2001년
- 근육맨II세(요시가이 아나운서)
- ONE PIECE 장고의 댄스 카니발(MC)

2002년
- 근육맨II세 머슬 인삼 쟁탈! 초인대전쟁 (길패아나)

2008년
- ONE PIECE THE MOVIE 에피소드 오브 초퍼 + 겨울에 피는 기적의 벚꽃 (내레이션)

2019년
- ONE PIECE STAMPEDE (스모커)

### OVA
- 기동전사 건담 제08MS소대 (1996년, 가우 파일럿)
- 미즈나쓰 ~SUIKA~ (2003년, 아르키메데스)
- ONE PIECE 로맨스 돈 스토리 (2008년, 내레이션)
- ONE PIECE FILM STRONG WORLD EPISODE : 0 (2010년, 야마지, 내레이션)
- 스파이 펭귄 (2012년, WB)

### 게임
1993년
- 베인드림II(부지)

1995년
- 프라이빗 아이 돌(타치바나 지로)
- 프린세스 메이커1 (용사) ※PC 엔진판

1996년
- J리그 프로축구 클럽을 만들자! (해설)
- 멜티랜서~은하소녀 경찰 2086~(갈레오스, 내레이션)

1997년
- 메탈 엔젤3(카를로스 오자키)

1998년
- b.l.u.e. Legend of water (청룡, 헬리콥터 파일럿)

1999년
- Spiritual Soul (유리컵)

2001년
- 결전II (감녕, 유장)
- ONE PIECE 그랜드 배틀! (내레이션, 판다맨)
- ONE PIECE 튀어나와요 해적단! (판다맨 등)
- 위크니스 히어로 트라우만(쥐니아, 믹스맨)

2002년
- 근육맨II세 신세대초인VS전설초인(아나운서,판다맨)
- ONE PIECE 그랜드 배틀! 2 (내레이션, 스모커, 판다맨)
- ONE PIECE 트레저 배틀! (스모커, 판다맨)

2003년
- ONE PIECE 오션스 드림! (스모커, 팬더맨)
- ONE PIECE 그랜드 배틀! 3 (스모커, 판다맨, 파가야)

2004년
- 에이스 컴뱃5 지앙상 워(오시아 공군 AWACS 썬더헤드)
- 갠그레이브 O.D. (돈 코르시오네)
- 근육맨 제너레이션즈 (제로니모, 요시조개 아나운서)
- 근육맨 머슬 그랑프리 MAX (제로니모, 근육별 병사)
- 글루민(모토로)
- 결전III(모리 요시나리, 미요시 마사야스)

2005년
- 악마성 드라큘라 어둠의 주문(드라큘라)
- 사키가케!!남숙(쇼우도이)
- 스타폭스 어썰트(울프 오도넬)
- 테일즈 오브 레전디아(스팅루 / 아놀드 오르콧)
- Fighting For ONE PIECE (스모커)
- 메탈기어 애시드2(빈스)
- ONE PIECE 그라바토! RUSH(스모커)
- ONE PIECE 파이리츠 카니발 (스모커, 팬더맨)

2006년
- 근육맨 머슬 그랑프리2 특곱빼기 (제로니모)
- 근육맨 머슬 제너레이션즈 (제로니모, 요시조개 아나운서)
- 조조의 기묘한 모험 팬텀 블러드(내레이션)
- BLOOD+ ~파이널 피스~ (가이)

2007년
- 근육맨 머슬 그랑프리 2 (제로니모)
- 테일즈 오브 이노센스 (루카아버지)
- BLADESTORM 백년전쟁 (필립 르 봉)
- ONE PIECE 언리미티드 어드벤처 (스모커)
- ONE PIECE 기어 스피릿 (스모커)

2008년
- 대난투 스매시 브라더스 X(울프 오도넬)
- WORLD DESTRUCTION 인도받는 의사 (늑대꾼)
- ONE PIECE 원피베리 매치(스모커, 내레이션)

2009년
- 테일즈 오브 더 월드 레디언트 마이솔로지2 (니아타)
- FRAGILE~ 안녕 달의 폐허~ (추적자)
- ONE PIECE 언리미티드 크루즈 에피소드2 - 깨어나는 용사- (스모커)
- ONE PIECE 원피 베리 매치 W (판다맨)

2010년
- ONE PIECE 갠트 배틀! (스모커, 판다맨)

2011년
- 테일즈 오브 더 월드 레디언트 마이솔로지3 (니아타, 히어로 보이스)
- ONE PIECE 언리미티드 크루즈 스페셜 (스모커)
- ONE PIECE 기간트 배틀! 2 신세계 (스모커 판다맨)

2012년
- 언체인 브레이즈 엑시브 (자간 [14])
- 테일즈 오브 이노센스 R (루카아버지)
- 원피스 해적무쌍 (2012년 - 2020년 스모커 [15], 내레이션) - 4작품
- 원피스 ROMANCE DAWN 모험의 새벽 (판다맨, 내레이션)

2013년
- [무쌍오로치2 Ultimate] 혼돈
- ONE PIECE 언리미티드 월드 레드(스모커)

2014년
- 샤리의 아틀리에 ~황혼의 바다의 연금술사~ (제라르 페리안[16])
- 대난투 스매시 브라더스 for Wii U (울프 오도넬)
- ONE PIECE 초 그랜드 배틀! X (스모커, 내레이션)
- ONE PIECE 원피스 킹스(스모커)

2018년
- [무쌍 OROCHI 3] 혼돈
- 대난투 스매시 브라더스 SPECIAL (울프 오도넬 <스매시 어필>)

2019년
- 블레이드 엑스로드 (어스 태카트

2020년
- ONE PIECE 트레저 크루즈 (스모커)